# Porteña (ort i Argentina)
Porteña är en ort i Argentina.   Den ligger i provinsen Córdoba, i den centrala delen av landet, 500 km nordväst om huvudstaden Buenos Aires. Porteña ligger 105 meter över havet och antalet invånare är 4 624.
Terrängen runt Porteña är mycket platt. Närmaste större samhälle är Brinkmann, 16,7 km norr om Porteña.
Trakten runt Porteña består till största delen av jordbruksmark. Runt Porteña är det glesbefolkat, med 14 invånare per kvadratkilometer.